# 阿爾加-尤里亞赫河
阿爾加-尤里亞赫河是俄羅斯的河流，屬於羅索哈河的左支流，由薩哈共和國負責管轄，河道全長312公里，流域面積約5,600平方公里，河水主要來自融雪和雨水。